# Resistance (серия игр)
Resistance — серия компьютерных игр в жанре шутеров от первого и третьего лица, разработанная Insomniac Games и изданная Sony Computer Entertainment для игровых консолей PlayStation 3, PlayStation Portable и PlayStation Vita. Действие серии игр разворачивается в альтернативной истории 1950-х годов, в которой инопланетная цивилизация «химеры» завоевала Землю и начала похищать людей с целью превратить их в своих суперсолдат. Игрок берёт на себя роль члена сопротивления.

## Игры
| Игра                    | GameRankings | Metacritic |
| ----------------------- | ------------ | ---------- |
| Resistance: Fall of Man | —            | 86/100     |
| Resistance 2            | —            | 87/100     |
| Resistance 3            | —            | 83/100     |

### Resistance: Fall of Man
Resistance: Fall of Man — первая часть трилогии Resistance, выпущенная в 2006 году и вошедшая в стартовую линейку PlayStation 3. Игра рассказывает об американцах и британцах, которые объединяют усилия, чтобы помешать «химерам» захватить Соединенное Королевство в 1951 году.

### Resistance 2
Resistance 2 — вторая часть трилогии Resistance, выпущенная на PlayStation 3 в ноябре 2008 года. Главный герой игры — Натан Хейл. Действие происходит в 1953 году. Химеры сумели проникнуть в Северную Америку и угрожают захватить весь континент.

### Resistance 3
Resistance 3 — третья и заключительная часть трилогии Resistance, выпущенная на PlayStation 3 6 сентября 2011 года. Главный герой — Джозеф Капелли, появлявшийся в предыдущей игре серии. Действие происходит в 1957 году в Соединенных Штатах, в частности, в Нью-Йорке, Сент-Луисе и штате Миссури. Это первая игра серии, в которой акцент делается не на военных действиях, а на постапокалиптическом мире.
Это последняя игра серии, созданная Insomniac Games, что подтвердил её генеральный директор Тед Прайс.

### Остальные игры серии
| Игра                      | GameRankings | Metacritic |
| ------------------------- | ------------ | ---------- |
| Resistance: Retribution   | —            | 81/100     |
| Resistance: Burning Skies | —            | 60/100     |

#### Resistance: Retribution
Resistance: Retribution была выпущена на PlayStation Portable 17 марта 2009 года. Действие игры разворачивается после событий Fall of Man и рассказывает историю Джеймса Грейсона, британского королевского морским пехотинцем, впервые упомянутого в Resistance 2.

#### Resistance: Burning Skies
Resistance: Burning Skies была выпущена на PlayStation Vita 29 мая 2012 года. Игра рассказывает историю Тома Райли, пожарного, который отправляется на поиски своей семьи, сражаясь с химерами, которые теперь захватили восточное побережье Америки.

### Будущее серии
По словам креативного директора Resistance 3 Маркуса Смита, у Insomniac есть несколько франшиз, которые она планирует развивать, и данная серия не входит в их число. Тед Прайс, генеральный директор студии заявил, что Insomniac «больше не будет создавать игры серии Resistance». Онлайн-поддержка игр Resistance была прекращена в марте 2014 года.
По данным бывшего редактора IGN PlayStation Колин Мориарти, Insomniac предлагала Sony разработать продолжение, однако издатель отклонил эту идею, поскольку в то время разрабатывалось достаточно постапокалиптических игр, в том числе The Last of Us и Days Gone.